# Kaverne
Kaverne (od lat. caverna što znači pećina, rupa, špilja, šupljina ili prazno mjesto) su podzemni krški oblici koji nemaju kontakt s površinom.
Prema postanku kaverne se ne razlikuju od špilja i jama, osim što je ulaz u njih stvoren umjetnim putem odnosno djelovanjem čovjeka, najčešće tijekom izgradnje tunela ili istražnih radova u krškim područjima. Kaverne nastaju proširivanjem pukotina u vapnencima i dolomitima kemijskom reakcijom vode koja cirkulira kroz njih. Mogu biti značajnih dimenzija.
Prema podacima iz 2006. godine u Hrvatskoj ih je registrirano više od 650. Najveća se nalazila u tunelu Vrata kod Fužina.